# Ayşe Teymûr

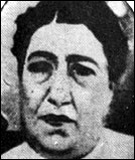
Ayşe Teymûr

Ayşe İsmet Teymûr (arabisch عائشة تيمور Aischa Taimur, DMG ʿĀʾiša Taimūr; * November 1840 in Kairo; † 26. Mai 1902 ebenda) war eine türkisch-ägyptische Dichterin.

## Leben
Teymûr kam im Jahr 1840 in Kairo als Tochter einer einflussreichen Familie zur Welt. Ihr Großvater war der Osmane Muhammed Kâşif. Dieser kam nach dem Abzug Napoleons mit osmanischen Soldaten nach Ägypten. Ihr Vater İsmail Teymûrî war Ratspräsident des Khediven, ihre Mutter eine tscherkessische Sklavin namens Mahtab Hanum. Ihr jüngerer Bruder Ahmed Teymur Paşa, der von ihr erzogen wurde, war Besitzer der berühmten Teymûriyye-Bibliothek (arabisch: al-Khizana at-Taymuriyya) in Kairo.
Bereits als Kind lauschte Ayşe heimlich den Gesprächen im Literaturzirkel ihres Vaters. Ihr Vater gewährte ihr bis zum dreizehnten Lebensjahr Privatunterricht. Danach heiratete sie im Alter von vierzehn Jahren den Istanbuler Mehmet Tevfik Efendi und ging an seiner Seite nach Istanbul. 1869 starb die Mutter, 1872 der Vater und 1875 der Ehemann. Nach dem Tod des Ehemannes kehrte Ayşe Teymûr nach Kairo zurück. In ihrem Haus versammelte sie regelmäßig Dichter und Literaten.
Sie selbst schrieb Gedichte in türkischer, persischer und arabischer Sprache. Der Tod ihrer Tochter Tevhide im Alter von 18 Jahren führte dazu, dass sie ihre literarische Tätigkeit zeitweise einstellte und sogar eine Reihe von Gedichten verbrannte, darunter zahlreiche Gedichte in persischer Sprache. Teymûr schloss sich mehrere Jahre von der Außenwelt ab und wandte sich der Religion und den Hadithen zu. Erst nach sieben Jahren der Trauer kehrte sie zu ihren literarischen Themen zurück. Dem Beharren ihres Sohnes Mahmut ist es zu verdanken, dass Ayşe Teymûr ihre Einwilligung zur Veröffentlichung einiger Werke gab. Im Jahr 1902 starb sie in Kairo.
Ayşe İsmet Teymûr gilt als frühe Verfechterin der Frauenrechte in Ägypten wie auch als Autorin, die in ihrer Dichtung ihre privilegierte Herkunft durchaus auch überwand. Ein Krater auf der Venus ist ihr zu Ehren 'Al-Taymuriyya' genannt worden.